# Didești, Teleorman
Didești este satul de reședință al comunei cu același nume din județul Teleorman, Muntenia, România. Se află în partea de nord-vest a județului, în Câmpia Găvanu-Burdea. Aici s-a născut Gala Galaction (pseudonimul literar al lui Grigore Pișculescu, n. 16 aprilie 1879, d. 8 martie 1961, București) - scriitor, preot ortodox, profesor de teologie român, traducător al Bibliei în limba română. Obiective turistice: fostul schit Didești(sec.XVII).